# Турецька залізниця
Турецька державна залізниця (тур. Türkiye Cumhuriyeti Devlet Demiryolları, TCDD) — турецький національний перевізник вантажів та пасажирів, оператор турецької залізниці зі штаб-квартирою у місті Анкара.
1856 року побудована перша залізнична лінія.
Станом на 2011 рік обслуговує 8671 км колії за стандартом 1435 мм, з яких електрифіковано змінним струмом 2336 км (~25 кВ, 50 Гц).
З 2003 року активно розвиває швидкісний рух.